# Правни факултет Универзитета за националну и светску економију
Правни факултет Универзитета за националну и светску економију (буг. Юридически факултет (УНСС)) јесте факултет са седиштем у Софији. Првобитно је настао као правно одељење основано још 1920. године под називом Одељење "правних студија". Креиран од стране Академског савета 20. марта 1991. године.

## Састав
Факултет се састоји од три одељења:
- "Грађанско право"
- "Јавно право",
- "Кривични закон"
- "Међународно право"

## Академско особље
Академско особље факултета састоји се од 74 наставника, укључујући 30 професора и ванредних професора. Декан Факултета је Захарије Торманов.

## Односи
- Универзитет за националну и светску економију